# Sead Lipovača
Sead Lipovača "Zele" (Bihać, 31. kolovoza 1955.), frontmen heavy metal sastava "Divlje jagode" i jedan od poznatijih solo gitarista na području bivše Jugoslavije.
U Zagrebu je studirao vanjsku trgovinu. Svirao je u sastavima Novi Akordi ,Biseri, Selekcija i Zenit, a u travnju 1977. godine s pjevačem Antom Jankovićem i basistom Nihadom Jusufhodžićem, koji su također bili u sastavu Zenit, osniva sastav Divlje jagode.
Grupa Divlje jagode, je aktivna i danas, ali u novoj postavi: Zele Lipovača (gitara), Livio Berak (vokal), Emil Kranjčić (bubnjevi), Damjan Deurić (klavijature), Damjan Mileković (bas gitara). 
Lipovača je do sada prodao više od 4 milijuna nosača zvuka, a iza sebe ima 13 albuma s Divljim jagodama i jedan samostalni album. U Zagreb se vratio 2000., a prije toga je živio u Velikoj Britaniji i Njemačkoj. 
Jedan od najpoznatijih hitova ovog sastava je pjesma Motori, a poznate su i balade poput Krivo je more, Jedina moja, Sarajevo ti i ja. Isto tako obradili su poznatu sevdalinku Moj dilbere. 
Divlje jagode su postigle određenu popularnost u Velikoj Britaniji, Finskoj, Italiji, Americi i Australiji i u zemljama bivše Jugoslavije.

## Diskografija
- Magic Love (1993)
- Internal Waves of Love (2016)

## Vanjske poveznice
- Divlje jagode  Arhivirana inačica izvorne stranice od 31. srpnja 2014. (Wayback Machine)